# Escola de Fuzileiros
A Escola de Fuzileiros (EF) MHA • MHIH é uma das unidades do Corpo de Fuzileiros da Marinha Portuguesa, situada junto à margem sul do rio Tejo, em Vale de Zebro, concelho do Barreiro.
A EF tem como missão principal assegurar a formação específica da classe de Fuzileiros da Marinha. Para além disso, é também responsável por assegurar o apoio logístico à Unidade de Meios de Desembarque (UMD) e outras unidades do Corpo de Fuzileiros que estejam eventualmente aquarteladas nas suas instalações, garantir a segurança das suas próprias instalações e executar outras ações de formação que lhe sejam atribuídas.

## Organização
A Escola de Fuzileiros é comandada por um capitão de mar e guerra da classe de Fuzileiros, diretamente dependente do comandante do Corpo de Fuzileiros.
Compreende o Conselho Técnico-Pedagógico, a Direção Técnico-Pedagógica e os departamentos de Pessoal, de Material e de Apoio.

## História
A Escola de Fuzileiros foi criada a 3 de junho de 1961, na sequência da reativação da classe de Fuzileiros na Marinha Portuguesa, levada a cabo nesse mesmo ano.
Foi instalada em Vale do Zebro, um antigo complexo industrial de moagem, cozedura, armazenagem e embarque de biscoito para a alimentação das guarnições dos navios da Marinha Portuguesa, que funcionou entre os séculos XV e XIX. No final do século XIX, as instalações de Vale de Zebro passaram a albergar a Escola de Torpedos e Eletricidade da Marinha, bem como a servir de base de torpedeiros.
Durante a Guerra do Ultramar, a EF assegurou a formação dos cerca de 18 000 fuzileiros que integraram os diversos destacamentos de fuzileiros especiais, companhias de fuzileiros e pelotões independentes que combateram nos teatros de operações de Angola, Guiné Portuguesa e Moçambique.
Até 1969, a EF funcionava integrada no Grupo n.º 2 de Escolas da Armada. No dia 3 de fevereiro desse ano, a EF passou a ser uma unidade independente, na dependência direta do Chefe do Estado-Maior da Armada.
Com a criação do Comando do Corpo de Fuzileiros, a 24 de junho de 1974, a EF passou a ser uma unidade deste corpo, ficando na dependência do seu comandante.
A 13 de Outubro de 2006 foi feita Membro-Honorário da Ordem Militar de Avis e a 11 de Maio de 2011 foi feito Membro-Honorário da Ordem do Infante D. Henrique.